# Саболта Володимир Григорович
Володимир Григорович Саболта (нар. 28 липня 1946, Новий Витків, Радехівський район, Львівська область) — український балетмейстер, педагог, хореограф, директор Львівської державної хореографічної школи. Заслужений діяч мистецтв України. Заслужений артист України.

## Життєпис
Володимир Саболта народився 28 липня 1946 року у селі Новий Витків в сім'ї Софії Михайлівни Саболти-Гетьман, родом з Лопатина та Григорія Андрійовича Саболти — шевця. Згодом сім’я переїхала у Радехів, де Володимир Саболта пішов в перший клас місцевої семирічної школи.
У 1962 році вступив у Львівське училище культури на хореографію. Після закінчення училища у 1966 році вступає на акторський факультет Харківського інституту мистецтв. Паралельно з навчанням працював. У 1968 році при Палаці культури Харківського тракторного заводу створив ансамбль народного танцю «Буревісник».
У 1986 році Володимир Саболта із сім'єю переїхав до Львова, де розпочав викладацьку діяльність у рідному училищі культури. Став завкафедрою хореографії. Цього ж року став хореографом Народного ансамблю пісні і танцю «Черемош» Львівського державного університету імені Івана Франка.
У 2000 році очолив Львівську державну хореографічну школу.
2006 року започатковано і проведено під керівництвом Володимира Григоровича Саболти перший Міжнародний юнацький конкурс класичної хореографії «Галицька Терпсихора».
У 2011 році за ініціативи Володимира Саболти створено Дитячий театр балету Львова.

## Сім'я
Володимир Саболта одружився на першому курсі інституту. У подружжя Саболтів є дві доньки — Роксоляна та Владислава.